# 诺尔玛·威廉斯
诺尔玛·威廉斯（英語：Norma Williams，1928年12月11日—2017年10月3日），新西兰女子游泳运动员，主攻自由泳。她曾代表新西兰参加1950年大英帝国运动会游泳比赛，获得女子440码自由泳接力银牌。